# Nonante-cinq (album)
Pour les articles homonymes, voir Nonante-cinq.
Albums de Angèle
Brol
(2018)
Singles
1. Bruxelles je t'aime
Sortie : 21 octobre 2021
2. Démons (feat. Damso)
Sortie : 3 décembre 2021
3. Libre
Sortie : 26 avril 2022
4. Amour, Haine & Danger
Sortie : 30 septembre 2022
5. Évidemment (avec Orelsan)
Sortie : 28 octobre 2022
6. Le temps fera les choses
Sortie : 16 février 2023
7. Plus de sens
Sortie : 15 juin 2023

Nonante-cinq est le deuxième album studio de la chanteuse belge Angèle, sorti le 3 décembre 2021.
Une réédition comprenant six titres supplémentaires sort le 18 novembre 2022 sous le nom de Nonante-cinq la suite.
L'album reçoit la Victoire de la musique de l'album le plus streamé d'une artiste, lors des Victoires de la musique 2023.

## Historique
Le 21 octobre 2021, Angèle fait son retour, en sortant un nouveau single, Bruxelles je t'aime.
Le 26 octobre 2021, la chanteuse annonce la sortie de ce second album intitulé Nonante-cinq pour le 10 décembre 2021 ; et révèle la pochette et la liste des titres.
Le 2 décembre 2021, à l'occasion de son anniversaire, Angèle annonce sur un live instagram la sortie surprise de ce nouvel album sept jours à l'avance.
Le 16 octobre 2022, Angèle publie une vidéo sur ses réseaux sociaux annonçant la sortie d'une réédition de son album, Nonante-cinq La suite prévue le 18 novembre 2022.

## Contexte et version
Parlant de l'évolution, elle a révélé que la tristesse et la mélancolie causées par la rupture entre elle et Léo Walk, ainsi que les confinements [COVID-19], étaient des "catalyseurs" du processus d'écriture ; même si, a-t-elle admis, la tristesse s'est sentie plus intense lors de la création de son premier album studio Brol.
Après la sortie du premier single Bruxelles je t'aime le 21 octobre 2021, Angèle a annoncé l'album le 27 octobre. Elle a également révélé la couverture de l'album qui la représente sur des montagnes russes avec différentes versions d'elle-même. Le titre fait référence à son année de naissance 1995. L'album devait initialement sortir le 10 décembre mais a été spontanément avancé d'une semaine en raison du 26e anniversaire d'Angèle le 3 décembre. Après avoir contracté le COVID-19 une semaine avant la sortie, elle a choisi d'organiser une release party virtuelle sur son Instagram. Accompagnée d'un clip vidéo, la chanson Démons avec le rappeur belgo-congolais Damso est sortie en deuxième single le même jour.

### Chansons
Bruxelles je t'aime, le titre d'ouverture, et aussi le premier extrait du disque, est une ode à Bruxelles, la ville natale d'Angèle. Elle chante la perte quand elle est à l'étranger. Il est également frappant qu'Angèle chante pour la première fois une phrase en néerlandais. Les autres chansons sont également beaucoup plus personnelles et sensibles par rapport aux chansons de l'album précédent. Par exemple, Solo parle de solitude et Taxi de la rupture amoureuse d'Angèle. Le deuxième extrait de l'album Démons, est plus audacieux. Angèle va aussi plus dans le rap/trap ici.

### Titre et couverture de l'album
Le titre Nonante-cinq fait référence à l'année de naissance de la chanteuse écrite dans la graphie notamment utilisée en Belgique. La pochette de l'album montre Angèle sur des montagnes russes.

## Promotion
L'album est sorti le 3 décembre, jour de l'anniversaire d'Angèle. À l'époque, elle était en quarantaine. Néanmoins, Angèle a déjà présenté le single Bruxelles je t'aime à diverses radios en avance. Au printemps 2022, Angèle sera en tournée en France et en Belgique. Angèle a d'abord annoncé un spectacle à Forest National. Une semaine plus tard, elle a ajouté cinq autres spectacles belges, dont un spectacle au Sportpaleis d'Anvers.

### Clips
- 21 octobre 2021 : Bruxelles je t'aime, réalisé par Partizan Paris[15]
- 3 décembre 2021 : Démons, réalisé par Scotty Simper[16]
- 1er mars 2022 : Démons - live orchestral, réalisé par Aelred Nils[17]
- 26 avril 2022 : Libre, réalisé par Aube Perrie[18]
- 30 septembre 2022 : Amour, Haine et Danger, réalisé par Brice VDH[19]

### Nonante-cinq Tour
Pour assurer la promotion de l'album, Angèle accompagnée de ses danseurs embarque dans une tournée des grandes salles et festivals en France, Espagne, Suisse, Canada, États-Unis, Royaume-Uni, Pays-Bas, Luxembourg et en Belgique. Elle assure ainsi plus de 95 concerts entre avril 2022 et septembre 2023,.

## Accueil

### Accueil critique
L'album divise la critique, il est à la fois « adoré pour sa douceur et sa sincérité, et critiqué pour son côté « vulnérable » et auto centré ».
Pour Nathalie Lacube, critique pour La Croix, c'est « une voix sensible et aérienne toujours porteuse de belles promesses. Une pop agréable, facile à écouter ».
Pour Joseph Ghosn, critique pour Les Inrockuptibles, « Angèle cisèle un disque de doutes, de questions, de déconstructions intimes et sociales. Sa réussite est dans ses doutes, ses errements, ses façons de chanter au bord de la déraison triste et aux bords des rythmiques plutôt directes, explicites (et peu aventureuses) de la production ».
Critique pour Le Monde, Bruno Lesprit considère qu’il s’agit d’un album semblable au précédent, fidèle au style d’Angèle (« aérien et autocentré »), mais qui n’apporte rien de nouveau.
L’usage d'Auto-Tune dans Bruxelles je t'aime est déploré par Olivier Nuc du Figaro, qui reconnaît néanmoins une mélodie entraînante.
À Libération, Marie Klock parle d’un album vide et narcissique, mais bien produit et original en ce qu’il se refuse un « passéisme chic » qui serait le vice de la pop française actuelle.

### Accueil commercial
L'album s'écoule à plus de 30 000 copies en une semaine, ce qui en fait le meilleur démarrage pour un album d'Angèle et le quatrième album le plus vendu de la semaine. Quatre mois après sa sortie, l'album est certifié double disque de platine le 21 avril 2022. Le 19 décembre 2022, un peu plus d'un an après sa sortie, l'album obtient un triple disque de platine pour 300 000 albums vendus.
D'après le SNEP, Nonante-cinq est le sixième album le plus vendu en France au cours de l'année 2022.

## Liste des pistes

### Édition standard
Angèle a annoncé la liste des titres le 26 octobre 2021. Elle l'a fait via un message vidéo depuis les montagnes russes belges Kondaa à Walibi. Comme Brol, cette liste comprend une collaboration, cette fois avec son collègue auteur-compositeur-interprète et ami Damso.
| Nonante-cinq | Nonante-cinq             | Nonante-cinq                             | Nonante-cinq                       | Nonante-cinq | Nonante-cinq | Nonante-cinq | Nonante-cinq | Nonante-cinq | Nonante-cinq |
| No           | Titre                    | Paroles                                  | Musique                            | Durée        |              |              |              |              |              |
| ------------ | ------------------------ | ---------------------------------------- | ---------------------------------- | ------------ | ------------ | ------------ | ------------ | ------------ | ------------ |
| 1.           | Bruxelles je t'aime      | Angèle Van Laeken                        | Angèle Van Laeken                  | 3:48         |              |              |              |              |              |
| 2.           | Libre                    | Angèle Van Laeken                        | Angèle Van Laeken, Tristan Salvati | 2:44         |              |              |              |              |              |
| 3.           | On s'habitue             | Angèle Van Laeken                        | Angèle Van Laeken                  | 2:38         |              |              |              |              |              |
| 4.           | Solo                     | Angèle Van Laeken                        | Angèle Van Laeken, Tristan Salvati | 3:40         |              |              |              |              |              |
| 5.           | Pensées positives        | Angèle Van Laeken                        | Angèle Van Laeken                  | 3:31         |              |              |              |              |              |
| 6.           | Taxi                     | Angèle Van Laeken                        | Angèle Van Laeken                  | 4:18         |              |              |              |              |              |
| 7.           | Démons (featuring Damso) | Angèle Van Laeken, William Kalubi Mwamba | Angèle Van Laeken, Tristan Salvati | 4:11         |              |              |              |              |              |
| 8.           | Plus de sens             | Angèle Van Laeken                        | Angèle Van Laeken                  | 3:29         |              |              |              |              |              |
| 9.           | Tempête                  | Angèle Van Laeken                        | Angèle Van Laeken, Tristan Salvati | 3:40         |              |              |              |              |              |
| 10.          | Profite                  | Angèle Van Laeken                        | Angèle Van Laeken, Tristan Salvati | 4:09         |              |              |              |              |              |
| 11.          | Mots justes              | Angèle Van Laeken                        | Angèle Van Laeken, Tristan Salvati | 3:10         |              |              |              |              |              |
| 12.          | Mauvais rêves            | Angèle Van Laeken                        | Angèle Van Laeken                  | 3:55         |              |              |              |              |              |
| 43:18        |                          |                                          |                                    |              |              |              |              |              |              |

### Réédition
La liste des titres de la réédition est annoncée un mois avant sa sortie le 21 octobre 2022, avec l'ouverture des précommandes. Cette nouvelle édition comporte 6 titres dont le single Amour, Haine et Danger sorti quelques semaines auparavant ainsi que la version orchestrale de Démons sortie en mars 2022.
| Nonante-cinq la suite | Nonante-cinq la suite                      | Nonante-cinq la suite                    | Nonante-cinq la suite                             | Nonante-cinq la suite | Nonante-cinq la suite | Nonante-cinq la suite | Nonante-cinq la suite | Nonante-cinq la suite | Nonante-cinq la suite |
| No                    | Titre                                      | Paroles                                  | Musique                                           | Durée                 |                       |                       |                       |                       |                       |
| --------------------- | ------------------------------------------ | ---------------------------------------- | ------------------------------------------------- | --------------------- | --------------------- | --------------------- | --------------------- | --------------------- | --------------------- |
| 1.                    | Amour, Haine et Danger                     | Angèle Van Laeken                        | Angèle Van Laeken, Tristan Salvati                | 3:18                  |                       |                       |                       |                       |                       |
| 2.                    | Promets-moi                                | Angèle Van Laeken                        | Angèle Van Laeken                                 | 3:00                  |                       |                       |                       |                       |                       |
| 3.                    | Évidemment (avec Orelsan)                  | Angèle Van Laeken, Aurélien Cotentin     | Skread, Phazz, Angèle Van Laeken, Tristan Salvati | 3:26                  |                       |                       |                       |                       |                       |
| 4.                    | Patrick                                    | Angèle Van Laeken                        | Angèle Van Laeken, Tristan Salvati                | 2:53                  |                       |                       |                       |                       |                       |
| 5.                    | Le temps fera les choses                   | Angèle Van Laeken                        | Angèle Van Laeken                                 | 2:58                  |                       |                       |                       |                       |                       |
| 6.                    | Démons - Live Orchestral (featuring Damso) | Angèle Van Laeken, William Kalubi Mwamba | Angèle Van Laeken, Tristan Salvati                | 3:54                  |                       |                       |                       |                       |                       |
| 62:00                 |                                            |                                          |                                                   |                       |                       |                       |                       |                       |                       |

## Classements et certifications

### Classements
| Classements (2021-2022)      | Meilleure position |
| ---------------------------- | ------------------ |
| Belgique (Flandre Ultratop)  | 3                  |
| Belgique (Wallonie Ultratop) | 1                  |
| France (SNEP)                | 2                  |
| Suisse (Schweizer Hitparade) | 6                  |

| Classements (2021)           | Position |
| ---------------------------- | -------- |
| Belgique (Flandre Ultratop)  | 65       |
| Belgique (Wallonie Ultratop) | 5        |
| France (SNEP)                | 25       |

### Certification
| Pays          | Certification     | Ventes  |
| ------------- | ----------------- | ------- |
| Belgique      | Platine × Platine | 40 000  |
| France (SNEP) | 3 × Platine       | 300 000 |

### Titres certifiés en France
- Bruxelles je t'aime  Diamant[43] (12 janvier 2023)
- Démons (featuring Damso)  Diamant[44] (2 juin 2022)
- Taxi  Or[45] (16 mars 2023)
- Libre  Diamant[46] (3 Octobre 2024)
- Évidemment (avec Orelsan)  Or[47] (5 janvier 2023)
- Plus de sens  Or[48] (4 Mars 2025)